# Mollia amoena
Mollia amoena är en mossdjursart som beskrevs av Gordon 1986. Mollia amoena ingår i släktet Mollia och familjen Microporidae. Inga underarter finns listade i Catalogue of Life.